# Геронім Оссолінський (каштелян сандомирський)
Геронім Оссолінський (пол. Hieronim Ossoliński; д/н — 1575/1576) — державний і військовий діяч Речі Посполитої.

## Життєпис
Походив з польського шляхетського роду Оссолінських гербу Топор, гілки на Баліці. Єдиний син Павла Баліцького-Оссолінського та Збігневи Слупецької. Здобув чудову освіту за кордоном. Навчався в університетах Гейдельбергу і Страсбургу. Тут навернувся до кальвінізму. Згодом перебував на військовій службі в кондотьєра Джад жакомо Медічі.
Повернувшись на батьківщину, став одним з лідер протестантської партії у Малій Польщі. Перетворив римсько-католицький костел в Гозьліцях (маєток придбав в Прокопа Оссолінського, представника старшої гілки) на кальвіністський храм. Через свої погляди та поведінку щодо католицької церкви та духовенства неодноразово карався відлученням від церкви.
1531 року брав участь у військовій кампанії проти Молдавського князівства, відзначився у битві під Обертином. Обирався послом (депутатом) від Краківського воєводства на сейми у 1553, 1556/1557 та 1562/1563 роках. У 1556/1557 роках на варшавському сеймі виступав за реформування католицької церкви у Польщі. 1557 року на генеральному синоді в Пінчуві Оссолінський був названий одним з п'яти світських сенаторів протестантського сповідання.
1568 року призначається каштеляном садецьким. У 1569 році підтримав Люблінську унію між Польським королівством та Великим князівством Литовським. За це того ж року призначається каштеляном войніцьким. У 1570 року призначається каштеляном сандомирським і старостою крешівським. Під час першого безкоролів'я, що постало 1572 року після смерті Сигізмунда II Августа створив конфедерацію із забезпечення миру між дисидентами (протестантами) та католиками.
У січні 1573 року підписав акт Варшавської конфедерації. Того ж року підтримав кандидатуру французького принца Генріха Анжуйського на королівський трон і в лютому 1574 брав участь у церемонії його коронації в Кракові. 1575 року підтримав детронізацію короля Генріха Валуа після його втечі з Речі Посполитої.
Помер 1576 або 1577 року. Поховано у Гозьліцях.

## Володіння
Виходячи з релігійних переконань, що були в основі кальвінізму (праця і багатство) протягом життя накопичував багатства. Успадкувавши від батька лише маєток Климонтув, згодом купив Гозьліце, Оссолін, Нова Весь і Балтув, містечка Нова Весь, Болеслав, Тарногруд, Виків, Покшивянка, Жуків, Свєжівці, частину м. Пехів, Новонице, Ільковіце, Дзевків, Лапшув. Він вів у своїх маєтках добре продумане господарство. У великій кількості продавав зерно до Гданська. Його статки дозволили наприкінці життя набути статусу магната Малої Польщі.

## Родина
Дружина — Катажина, донька Мартина Зборовського, каштеляна краківського
Діти:
- Ян (д/н — 1576), староста плоцький
- Геронім (д/н — 1581)
- Пйотр (д/н — 1580)
- Миколай (д/н— 1598)
- Зофія, дружина Станіслава Дрогойовського, каштеляна пшемислського
- Ян Збігнев (бл. 1555—1623), воєвода підляський, сандомирський
- Анджей (д/н — 1616), жупнін Руської землі
- Мартин (д/н — 1580), ротмістр королівський, староста кшечувський, хорунжий краківський